# Naru Shinoya
Naru Shinoya (jap. 篠谷 菜留, Shinoya Naru; * 18. März 1994, Präfektur Aichi) ist eine japanische Badmintonspielerin. 

## Karriere
Naru Shinoya stand bei der Badminton-Juniorenweltmeisterschaft 2011 im Viertelfinale des Damendoppels. Bei den Dutch Open 2013 schied sie in der ersten Runde aus, bei den Swiss Open 2014 stand sie im Achtelfinale. Beim China Masters 2014 und bei den Osaka International 2014 belegte sie Rang drei. Bei den Polish Open 2014 wurde sie Zweite.